# Nototriton saslaya
Nototriton saslaya là một loài kỳ giông trong họ Plethodontidae.
Nó là loài đặc hữu của Nicaragua.
Môi trường sống tự nhiên của chúng là các khu rừng vùng núi ẩm nhiệt đới hoặc cận nhiệt đới.